# Кампоросо
Кампоросо (итал. Camporosso) је насеље у Италији у округу Империја, региону Лигурија.
Према процени из 2011. у насељу је живело 4295 становника. Насеље се налази на надморској висини од 25 м.

## Становништво
| 1936. | 1951. | 1961. | 1971. | 1981. | 1991. | 2001. | 2011. |
| ----- | ----- | ----- | ----- | ----- | ----- | ----- | ----- |
| 2.062 | 2.273 | 2.921 | 3.676 | 4.438 | 4.642 | 5.061 | 5.419 |